# Semmering
Semmering es una localidad austriaca. Se encuentra en el distrito de Neunkirchen, en el estado de la Baja Austria. Es famosa por sus pistas de esquí, albergando varias veces la Copa del Mundo de Esquí Alpino. En 2001 la localidad contaba con 610 habitantes.
En 1854 se terminó el Ferrocarril de Semmering, declarado Patrimonio de la Humanidad por la Unesco. Este ferrocarril permitió la llegada de turistas desde Viena. Actualmente, unos 100.000 turistas visitan la localidad cada año.
- Datos: Q659891
- Multimedia: Semmering / Q659891

1. ↑  Worldpostalcodes.org, código postal n.º 2680.